# Pseudovolucella mimica
Pseudovolucella mimica är en tvåvingeart som beskrevs av Tokuichi Shiraki 1930. Pseudovolucella mimica ingår i släktet Pseudovolucella och familjen blomflugor.
Artens utbredningsområde är Taiwan. Inga underarter finns listade i Catalogue of Life.